# (11151) Oodaigahara
(11151) Oodaigahara (1997 YZ2) – planetoida z pasa głównego asteroid okrążająca Słońce w ciągu 4,2 lat w średniej odległości 2,6 j.a. Odkryta 24 grudnia 1997 roku.